# パフタコール駅
パフタコール駅（ウズベク語: Paxtakor bekati）はウズベキスタンのタシュケントシャイハンターフル地区にある、タシュケント地下鉄チランザール線の駅。

## 沿革
1977年11月6日にオクトーバー・インキロビ（後のアミール・ティムール・ヒヨボニ駅）-サビル・ラヒモフ（後のアルマザール駅）間開通と同時に駅が開業。
1984年12月8日にウズベキスタン線のアリシェル・ナヴォイ駅が開業し当駅と接続。乗換駅となる。

## 駅構造
島式ホーム1面2線を有する地下駅。プラットホームは木綿（ウズベク語: Paxta）をテーマにしたシャローコラム構造であり、柱はガズガン産の大理石で覆われ、プラットホームの壁と踊り場は芸術家 V. バーマキンによるエナメル画で装飾されており、床は灰色と黒色の花崗岩が敷き詰められている。
ホームから出口への階段はホーム両端にあり、改札口も別個に設置されている。改札口は入口・出口で分けられており、入口側はセキュリティチェックがある。ウズベキスタン線のアリシェル・ナヴォイ駅への乗り換えは西端（ハルクラル・ドゥストリギ方）にある上り階段を経由し、改札口を出ずに連絡通路を通る。

## 駅周辺
- パフタコール・マルカジイ・スタジアム
- アリシェル・ナヴォイ国立文学博物館（英語版、ウズベク語版）
- ウズベキスタン国営テレビ・ラジオ局（英語版、ウズベク語版）
- タシケント建築土木大学（英語版、ウズベク語版）
- アリシェル・ナヴォイ・シネマ・パレス（Alisher Navoiy nomidagi kino saroyi）
- タシュケント・シティ・モール（ウズベク語版）
- タシュケント・シティ（英語版、ウズベク語版）

## 隣の駅
タシュケント地下鉄
 チランザール線
ムスタキリク・マイドニ駅 - パフタコール駅 - ハルクラル・ドゥストリギ駅